# Северна Трансилвания
Северна Трансилвания (на унгарски: Észak-Erdély, на румънски: Transilvania de Nord) е регион на Кралство Румъния, който по време на Втората световна война, в резултат на териториалното споразумение от август 1940 г., известно като Втори виенски арбитраж, става част от Кралство Унгария. Площта на областта е 43 104 км², а населението е съставено предимно от етнически румънци и унгарци.
През октомври 1944 г. съветските и румънските сили поемат контрол над територията и до март 1945 г. Северна Трансилвания се връща под румънско управление. След войната принадлежността ѝ към Румъния е потвърдена от Парижкия мирен договор от 1947 г.